# Francesco Ingoli
Francesco Ingoli (Ravenna, 21 novembre 1578 – Roma, 24 aprile 1649) è stato un presbitero, giurista, professore di diritto civile e canonico italiano.
Il suo nome è particolarmente legato alle polemiche sul sistema copernicano che egli, fautore dell'interpretazione letterale delle Scritture e sostenitore del modello astronomico di Tycho Brahe, condannò in diversi scritti. L'opera di Niccolò Copernico De revolutionibus, condannata nel 1616 dalla congregazione dell'Indice, fu revisionata secondo le proposte contenute nel suo De emendatione sex librorum Nicolai Copernici De revolutionibus e Galilei polemizzò con lui nella sua Lettera a Francesco Ingoli.

## Biografia
Laureato all'Università di Padova in diritto civile e canonico il 17 maggio 1601, entrò nell'Ordine dei chierici teatini e studiò astronomia, scrivendo nel 1604 il breve saggio De stella anni 1604 e nel 1607 un De cometa anni 1607. Al servizio dal 1606 del legato pontificio in Romagna, il cardinale Bonifazio Caetani (1567-1617), lo seguì a Roma quando questi fu nominato membro della Congregazione dell'Indice.
L'Ingoli frequentò spesso l'Accademia fondata da Federico Cesi. Quale fosse l'impostazione scientifica dell'Ingoli si può evincere dalla lettera al cardinale Caetani del 9 agosto 1613, nella quale scriveva di essere stato due giorni prima a uno di questi conviti, dove si disputava di matematica, di filosofia e di teologia: «Vi erano peripatetici, paracelsisti e telesiani. V. S. Ill.ma si può imaginare se si andò da accordo. Vi fu uno che sosteneva li cieli essere animati; se li fu adosso di mala maniera. Io li dissi, primo, che questa opinione era dannata come erronea nella Sorbona di Parisi. Secondo, che nel primo capo del Genesi si numerano li fini a' quali sono fatti da Dio le creature, et che a' corpi celesti fu detto ut essent in signa et tempora, et non ut intelligentia, che questo è il principal fine dell'anima intellettiva [...]».
Nel febbraio del 1616 Galileo Galilei concludeva le sue Considerazioni circa l'opinione copernicana, che egli affermava essere «fondata sopra potentissime ed efficacissime ragioni», invitando i suoi oppositori a confutarla, se potevano, cominciando «dall'inquisizioni astronomiche e naturali e non dalle scritturali». Il 5 marzo 1616 fu pubblicato il decreto della Congregazione dell'Indice con il quale si condannava l'astronomia copernicana in quanto «falsa dottrina pitagorica, del tutto contraria alla sacra e divina Scrittura», si proibiva la Lettera sulla mobilità della terra e stabilità del sole di Paolo Antonio Foscarini e si sospendevano, in attesa di «espurgazione», gli In Job commentaria di Diego de Zúñiga e le stesse De revolutionibus orbium di Niccolò Copernico.

### «De situ et quiete Terrae»
Se la curia romana aveva condannato l'ipotesi copernicana per sole ragioni d'incompatibilità con le Scritture, l'Ingoli si assunse il compito di confutarla anche sulla base di argomentazioni fisiche e astronomiche: nel 1616 pubblicò così la De situ et quiete Terrae contra Copernici systema Disputatio, indirizzata direttamente a Galilei. L'Ingoli porta venti argomenti a favore dell'ipotesi geocentrica di cui quattro sono di natura teologica. Nel Genesi Dio disse «fiant luminaria in firmamento Caeli», dove le luminaria, che sono per l'Ingoli il Sole e la Luna, si trovano nell'«espansione del cielo» e perciò non possono trovarsi al suo centro. Il secondo argomento è quello dell'opposizione tra cielo e inferno, il quale è al centro della Terra e dunque «un luogo remotissimo dal cielo». L'Ingoli cita poi il passo famoso di Giosuè e conclude le argomentazioni teologiche ricordando il decreto sull'edizione e l'uso dei libri sacri stabilito dal Concilio tridentino: «non si può negare che a quei santi padri dispiaccia un'interpretazione contraria al consenso dei Padri».
Le argomentazioni scientifiche presentate dall'Ingoli sono tratte, insieme con alcuni richiami a Tolomeo e ad Aristotele, soprattutto dal primo degli Epistolarum astronomicarum libri di Tycho Brahe, scritto in polemica contro il copernicano Christoph Rothmann. Uno solo è il personale contributo scientifico dell'Ingoli, attinente al principio della parallasse, da lui svolto con un risultato «a dir poco sconfortante». Da Tycho, Ingoli riprende il noto argomento della torre, secondo il quale una sfera di piombo lasciata cadere da una torre altissima non dovrebbe attingere il punto della Terra alla base della sua perpendicolare, a causa del moto di rotazione terrestre; un argomento dell'astronomo danese contro il movimento terrestre intorno al Sole era la considerazione che le comete - che Tycho supponeva si muovessero circolarmente - distanti dalla Terra quanto le stelle fisse e in opposizione al Sole, avrebbero dovuto mostrare gli apparenti arresti e retrogradazioni quali si osservano nel moto dei pianeti, cosa che invece non avveniva.
Un altro argomento a favore della tradizionale descrizione dell'Universo, ripreso da Aristotele e condiviso dal «moderno» Brahe, è che la Terra sia un corpo grave e come tale destinato a occuparne il centro, a differenza dei corpi celesti, che sarebbero invece privi di gravità. Dio diede alla Terra, «per la sua stabilità, un corpo pigro, crasso, inadatto al movimento perpetuo e circolare», mentre i corpi celesti, sostiene Tycho Brahe, «lucidi e ignei», sono particolarmente «adatti a un moto velocissimo e continuo, quasi a mostrare come in uno specchio la divina maestà».
In conclusione, l'Ingoli invitava Galileo a rispondere alle sue argomentazioni scientifiche, un invito che Galilei non raccolse, stante il clima non favorevole alle polemiche, dopo il decreto della Congregazione dell'Indice e il suo incontro con il cardinale Bellarmino. Anche il Campanella, che si era offerto di intervenire a favore di Galileo contro lo scritto dell'Ingoli, non ricevette risposta.
Il 10 marzo 1616, cinque giorni dopo la pubblicazione del decreto di proibizione del sistema copernicano, Francesco Ingoli fu nominato, su proposta del cardinale e membro del Sant'Uffizio Orazio Lancellotti, consultore della Congregazione dell'Indice. Poiché nel decreto del 5 marzo si prevedeva la «correzione» dei De revolutionibus orbium, eliminandovi i passi dove l'eliocentrismo era presentato quale realtà naturale e non modello ipotetico, il 2 aprile 1618 egli presentò alla congregazione una sua De emendatione sex librorum Nicolai Copernici De revolutionibus, che fu fatta esaminare dai lettori di matematica del Collegio romano. Il 1º luglio i matematici gesuiti del Collegio, tra i quali Christoph Grienberger e Orazio Grassi, approvarono la relazione dell'Ingoli e la congregazione stabilì che il libro di Copernico fosse emendato seguendo le sue proposte.

### La risposta di Keplero e la replica dell'Ingoli
La notizia del decreto dell'Indice giunse anche in Germania, da dove Keplero, nel settembre del 1617, chiedeva maggiori informazioni al protomedico della corte imperiale a Praga, l'italiano Tommaso Mingoni, che gli fece pervenire, tramite suoi amici di Roma e di Padova, anche la Disputatio dell'Ingoli. Nel maggio del 1618 Mingoni ricevette dall'astronomo tedesco i primi tre libri della sua nuova Epitome astronomiae copernicanae e una Responsio ad Ingoli disputationem.
Keplero respinge le varie argomentazioni anti-copernicane contenute del De situ et quiete Terrae e sostiene che la Scrittura si occupa di fede e di problemi etici, mentre quando accenna a questioni che riguardano la forma e la struttura della natura essa adopera un linguaggio aderente al senso comune che i dati sensibili offrono all'uomo, mentre il compito della scienza è di andare oltre le apparenze, scoprendo l'autentica realtà dei fenomeni. Non ha perciò senso - come propongono l'Ingoli e i teologi del tempo - rimanere fermi al significato letterale offerto dai passi della Bibbia che trattano della conformazione della natura, né è necessario - come invece ritenevano Galileo e Foscarini - che lo scienziato si trasformi in un teologo per proporre nuove interpretazioni scritturali che accordino scienza e Bibbia: «questo mondo va lasciato alle dispute umane, come scrive il sapiente: i profeti tendono a cose più alte, alla lode di Dio e ai dogmi».
Cinque mesi dopo, il 13 ottobre 1618, Ingoli rispondeva con le sue Replicationes De situ et motu Terrae contra Copernicum ad Ioannis Kepleri Caesari mathemathici Impugnationes contra disputationem de eadem re ad d. Galilaeum de Galilaeis Gymnasii Pisani mathematicum celeberrimum scriptam, dedicate al maestro di camera di Paolo V e consigliere dell'imperatore, Ludovico Ridolfi, che lo aveva sollecitato a intervenire affinché perdessero forza «quei falsi dogmi di Copernico che da qualche anno a questa parte hanno trovato credito per l'attivismo e lo zelo di alcuni individui troppo amanti delle novità, e finalmente sarebbero rientrati nell'oscurità che merita la loro incertezza».
Le argomentazioni dell'Ingoli sono tratte dalla Scrittura, dalla filosofia di Aristotele e dalla teologia di Tommaso d'Aquino: così, egli scrive che «non ci risulta che Dio abbia impresso il movimento alla Terra, anzi dalla Sacra Scrittura apprendiamo l'immobilità della Terra [...] Non si può dubitare dell'assurdità dell'opinione che la Terra possieda un'anima motrice; in primo luogo, perché secondo l'ordine naturale l'anima motrice presuppone sempre quella sensitiva, come accade negli animali, o quella vegetativa, come nelle piante [...] In secondo luogo, se anche si ammettesse nella Terra un'anima vegetativa, essa non avrebbe le capacità di movimento richieste da Keplero: infatti l'anima motrice che accompagna quella vegetativa non è capace di conferire altro moto che quello di crescita, proprio quello che Keplero nega alla Terra». Poi, all'invito di Keplero di tenere separate la scienza e la fede, Francesco Ingoli non poteva che rispondere negativamente, poiché «tranne sant'Agostino, gli altri santi interpretano la Scrittura in senso non figurato».
Lo scritto dell'Ingoli si conclude con una difesa dell'autorità della Chiesa romana anche in materia di scienza: «Quanto alla pretesa di interpretare la Scrittura contro il comune senso dei Padri nei luoghi in cui non si tratta di argomenti di fede o dei costumi, io trovo che questa opinione sia pericolosissima e che contenga errori non trascurabili. Infatti l'interpretazione della Sacra Scrittura è riservata alla Chiesa e al Santo Pontefice Romano, ai quali spetta il giudizio del vero e genuino significato dei libri sacri»; e vedeva nell'«eresia luterana» l'origine e la causa delle nuove idee, «considerando che la Chiesa Tedesca, l'Anglicana e altre Chiese prima vicinissime a Roma non solo non dialogano con quella Romana, ma apertamente la contrastano e la dilacerano con calunnie intollerabili».
Nella polemica con Keplero, egli aveva contestato diversi passi dell'Epitome dell'astronomo tedesco; su questo scritto l'Ingoli redasse una relazione per la Congregazione dell'Indice, che il 10 maggio 1619 condannò l'opera di Keplero. La stessa congregazione emise l'anno dopo, il 15 maggio 1620, il decreto di correzione del De revolutionibus di Copernico, affidandone il compito all'Ingoli.
I tentativi di confutazione del sistema copernicano furono continuati dall'Ingoli anche nel suo De cometa anni 1618 tractatus, finito di comporre il 21 febbraio del 1619. L'apparizione di tre comete, osservate nel 1618, suscitò nuove discussioni, in particolare nel circolo degli intellettuali che si riunivano presso il cardinale Scipione Cobelluzzi, dei quali facevano parte, tra gli altri, l'Ingoli, Giovanni Remo Quietano e Giovanni Battista Agucchi, ai quali il cardinale aveva chiesto «se dal moto di questa cometa si potesse in qualche modo confutare il moto copernicano della Terra».
Nel 1620 l'Ingoli divenne segretario del cardinale Alessandro Ludovisi: l'elezione di quest'ultimo al papato, nel febbraio del 1621, con il nome di Gregorio XV, impresse una forte accelerazione alla sua carriera. Fu nominato cameriere d'onore e fu mandato a Bologna al seguito del nipote del papa, Ludovico Ludovisi, divenuto arcivescovo di quella città, dove compose il De parochis et eorum officio libri quatuor. A Roma fu nominato segretario della congregazione di Propaganda Fide, appena fondata il 6 gennaio del 1622, e incaricato della riforma del conclave, desiderata da Gregorio XV con l'introduzione del voto segreto e una maggioranza dei due terzi dei partecipanti richiesta per l'elezione del pontefice, occupandosi anche della riforma del cerimoniale dell'elezione, scrivendo nel 1622 un Caeremoniale continens ritus electionis Romani pontificis e un Compendio delle cose più principali contenute nel cerimoniale di Gregorio XV de electione Romani pontificis, nel 1623. A seguito di questo suo impegno, fu nominato segretario della congregazione del Cerimoniale.

### LaLetteradi Galilei
Dopo la morte di Gregorio XV, il 6 agosto 1623 saliva al pontificato, con il nome di Urbano VIII, il cardinale Maffeo Barberini, buon amico, in quel periodo, di Galilei, il quale si sentì così incoraggiato a riprendere attivamente la difesa del sistema copernicano e rispondere finalmente alla Disputatio che l'Ingoli gli aveva indirizzato otto anni prima. Scrisse così la Lettera a Francesco Ingoli nel settembre del 1624, senza affrontare questioni teologiche e tuttavia consapevole delle gravi conseguenze che la condanna della dottrina copernicana, formulata nel decreto del 5 marzo 1616, potevano arrecare a lui e a qualunque scienziato che vivesse in un paese cattolico.
Scriveva infatti Galileo di sapere che gli scienziati «eretici» di maggior grido erano «tutti dell'opinion di Copernico» e intendeva mostrare che gli scienziati cattolici mantenevano fede al vecchio sistema tolemaico «non per difetto di discorso naturale» o per non riconoscere le «ragioni, esperienze, osservazioni e dimostrazioni» dei copernicani, «ma per la reverenza che portiamo alle scritture de i nostri Padri e per il zelo della religione e della nostra fede». Si è dunque tolemaici (o tychonici) per necessità di fede religiosa, ma si è copernicani per convinzione scientifica: da questa premessa, Galileo riteneva di poter confutare le argomentazioni geocentriche dell'Ingoli senza tuttavia «sostener per vera quella proposizione che già è stata dichiarata per sospetta e repugnante».
Replicando all'argomento della parallasse presentato dall'Ingoli - nella Luna si ha maggior parallasse che nel Sole - Galileo osservava che l'Ingoli si era «formato il concetto che la maggior lontananza dal firmamento sia causa di maggior parallasse», deducendone che la Terra, a cui la Luna è più vicina del Sole, fosse al centro dell'Universo: «ora, che la Terra, e non il Sole, sia nel centro del firmamento, è quello che è in questione, e voi lo supponete per noto».
Galileo non si pronunciava sul problema se l'Universo fosse finito o infinito: «è ancora indeciso (e credo che sarà sempre tra le scienze umane) se l'universo sia finito o pure infinito». Perciò non si poteva decidere dell'esistenza di un'orbita delle stelle fisse, che l'Ingoli dava per scontata, poiché si poteva ragionevolmente credere che esistessero molte altre stelle «non osservabili con i telescopii fabbricati fin qui» e sia di maggiore che di minore grandezza del nostro Sole, ma della stessa sua natura: «le fisse, Sig. Ingoli, risplendono per loro medesime, come altrove ho provato, sì che nessuna cosa gli manca per poter esser chiamate e stimate Soli». Il Sole non è altro che una delle tante stelle fisse.
Riguardo al moto terrestre, negato dall'Ingoli con la considerazione che essa sarebbe particolarmente grave e pertanto, a suo avviso, inadatta al movimento, Galilei osservava come l'esperienza mostrava che più sono pesanti i corpi e più velocemente si muovono: più «un sughero che una penna, più un legno che un sughero, più del legno una pietra, e più di questa un pezzo di piombo». Ciò stabilito, Galilei osservava che la Terra non era né grave né leggera, come qualunque altro corpo celeste: «gravità, appresso di me (e, credo, appresso la natura), è quella innata inclinazione per la quale un corpo resiste all'esser rimosso dal luogo suo naturale, e per la quale, quando forzatamente ei ne sia rimosso, spontaneamente vi ritorna». La gravità non ha perciò alcuna funzione nello stabilire il luogo e il moto della Terra e degli altri corpi celesti: se la Terra «ha da natura inclinazione al moto, questa non può esser se non al moto circolare», come gli altri pianeti, nel quale non si ha cambiamento di luogo, percorrendo sempre la stessa orbita.
La lettera, inviata a Roma all'amico Guiducci perché la presentasse all'Ingoli e la diffondesse pubblicamente, fu invece mantenuta riservata. Era avvenuto nel frattempo che la pubblicazione de Il Saggiatore galileiano aveva scontentato gli ambienti tradizionalisti, che avevano ravvisato in quell'opera una difesa di Copernico, tanto che la si voleva proibire. Non era dunque il caso di far conoscere la lettera all'Ingoli, nella quale - scriveva a Galilei il Guiducci - «l'opinione del Copernico è difesa ex professo, e se bene vi si dice apertamente che mediante un lume superiore è scoperta falsa, nondimeno i poco sinceri non la crederanno così e tumultueranno di nuovo».
Nelle sue funzioni di segretario di Propaganda Fide, l'Ingoli si occupò dell'attività missionaria in America e in Africa, cercando di ottenere la massima autonomia dalle autorità coloniali spagnole e portoghesi e operando, nello stesso tempo, uno stretto controllo sull'attività degli ordini missionari. A questo scopo furono costituite da Urbano VIII le congregazioni Super facultates missionariorum, Super dubiis Orientalium e Super correctione Euchologii Graecorum, della quale fu segretario. Spiegò gli obiettivi dell'opera missionaria nella sua Relazione delle quattro parti del mondo, si occupò della fondazione, presso il palazzo di Propaganda Fide, della Tipografia poliglotta, incaricata della stampa di libri destinati alle popolazioni colonizzate, e intervenne anche nelle polemiche suscitate dal rifiuto della congregazione delle Dame inglesi di Mary Ward di sottostare all'obbligo della clausura, sollecitandone e ottenendone la condanna.
Francesco Ingoli morì a Roma nel 1649 e fu sepolto nella chiesa di Sant'Andrea della Valle.

## Scritti
- De stella anni 1604, Biblioteca Apostolica Vaticana, Ottobonensis Latinus 2484 II, cc. 139r-146r
- De cometa anni 1607, Biblioteca Apostolica Vaticana, Ottobonensis Latinus 2484 II, cc. 176r-184v
- De cometa anni 1618, Biblioteca Vallicelliana, R. 56, ins. 61, cc. 776r-811r
- De situ et quiete Terrae contra Copernici systema Disputatio, Biblioteca Apostolica Vaticana, Ottobonensis Latinus 2700, cc. 55r-57v
- Replicationes Francisci Ingoli ravennatis De situ et motu Terrae contra Copernicum ad Joannis Kepleri Caesarei mathematici Impugnationes, contra disputationem de eadem re ad D. Galilaeum de Galilaeis Gimnasij Pisani mathematicum celeberrimum scriptam, Biblioteca Apostolica Vaticana, Barberinus Latinus 324, cc. 89r-113v
- De emendatione sex librorum Nicolai Copernici De Revolutionibus, Biblioteca Apostolica Vaticana, Barberinus Latinus 3151, cc 58r-61v
- De parochis et eorum officio libri quatuor, Bononiae, 1622
- Caeremoniale continens ritus electionis. Gregorii papae 15. iussu editum. Cui praefiguntur constitutiones pontificiae, & conciliorum decreta ad eam rem pertinentia, Romae, ex typographia Camerae Apostolicae, 1622
- Compendio delle cose più principali contenute nel cerimoniale di Gregorio XV de electione Romani pontificis, Roma, Stamperia della Camera Apostolica, 1623
- Relazione delle quattro parti del mondo, a cura di F. Tosi, Città del Vaticano, Urbaniana University Press, 1999